# Dositej Obradović
Dositej Obradović (Csákova, 1739. február 17. vagy 1742 Belgrád, 1811. április 7.) szerb író, filozófus, nyelvész, politikus. A Belgrádi Egyetem alapítója.

## Élete
Apja Đorđe Obradović szűcsmester volt, aki korán meghalt, és tízéves korában Obradović Kruna nevű anyját is elvesztette; ekkor nagybátyja, akinek nem voltak gyermekei, gondoskodott neveléséről és pópának szánta. Csakhamar megtanult olvasni, írni és a szülőhelyén található könyveket mind elolvasta. A szentek legendái különös hatással voltak reá és elhatározta, hogy szent életet folytat valamely pusztában vagy kolostorban; ezért midőn Törökországból a decsányi klastromból egy kalugyer megjelent náluk, a rajongó ifjú ezzel megszökött, de utolérték és visszavitték; ekkor nevelőapja Temesvárra adta paplanos inasnak. Azonban itt sem hagyott fel szándékával és 1753-ban innét is megszökött; ekkor a hopovói (Szerém megye) zárdába a Fruska-Gora hegységben fölvették, ahol aszkéta könyvek olvasásával foglalkozott, ami annyira hatott reá, hogy maga is aszkéta életet folytatott, napokig nem evett és térden imádkozott mindaddig, míg ájulva rogyott össze.
Egy évvel később diákonná szentelték; ekkor vette fel a Dositheus nevet. Midőn főnökét, Teodor Milutinovićot igumant áthelyezték Sisatovácba, ez őt 15 arannyal ajándékozta meg és buzdította, hogy menjen Kijevbe és Moszkvába. Megunván a kalugyeri életet a kolostorban, ismereteit bővíteni akarván, megszökött. Először Zágrábba ment, ahol latinul tanult, azután Dalmáciában három évig magántanítással foglalkozott. Időközben Cattaróban betegen feküdt és ekkor a montenegrói vladika pappá szentelte.
Lefordította Chrysostomus János egyházi beszédeit népies szerb nyelvre, ami nagy népszerűséget szerzett neki és munkáját több példányban lemásolták. Régi vágyát követve az Athost látogatta meg, hogy Bulgaristól görögül tanuljon; azonban a kolostori civódásai itt tarthatatlanná tették helyzetét, mire Smyrnába ment, ahol a görög Hierotheos házába fogadta és mint tanítványát oktatta, de három évvel később az orosz-török háború alkalmával minthogy orosz kémnek tartották, kénytelen volt Smyrnát elhagyni. Utazása közben útitársa Görögországban megbetegedett; ezt házájába Albániába kísérte, ahol egy évet töltött és albaniai ifjakat tanítva tartotta fenn magát; megtanulta a skipetár nyelvet, melyen cirill betűkkel írt könyvet.
Innét Korfuba ment, ahol latin és görög remekírókat olvasgatott; azután Velencén és Trieszten át Bécsbe utazott, ahol hat évig szerb és görög ifjakat tanított, magát pedig a francia, német és olasz nyelvben és irodalomban tökéletesítette. Ismét útra kelt Olaszországon át Konstantinápolyba, ahol a görög kereskedőket a francia és olasz nyelvre oktatta; innét a pestis kényszerítette Moldvába és azután Lembergen keresztül Lipcsébe és Halléba, ahol két román ifjút tanított és 40 éve dacára beiratkozott az egyetemre, szorgalmasan hallgatva a bölcseletet, esztétikát és teológiát. Itt szomorú tapasztalást szerzett arról, hogy az ő szerb és albán földijei tudomány nélkül élnek; azért megtudván azt, hogy Lipcsében orosz betűkkel is nyomtatnak, tanítványaival oda költözött és az első polgári szerb betűkkel nyomatott könyvet ott adta ki.
1802-ben Velencébe költözött, ahol a szerb kereskedők 2000 forint nyugdíjat adtak neki. 1807-ben Belgrádban telepedett le, ahol Karagyorgye fejedelem fiait tanította; később a tanács tagja és közoktatási miniszter lett; mint ilyen iskolák felállításával és rendezésével foglalkozott.
Arcképe: kőnyomat, rajzolta Iwanovitsch 1852., nyomt. Höfelich J. Bécsben.

## Munkái
- Zivot i prikljucenija. Lipcse, 1783 (Önéletrajza)
- Soveti zdravago razuma. Lipcse, 1784 (Tanácsok a józan emberi észtehetséghez. Buda, 1806)
- Ezopove i procich raznich basnotvorcev… basne. Lipcse, 1788 (Ezopus meséi)
- Piesna o izbavljeniju Serbije. Bécs, 1789 (Ének Szerbia felszabadítása alkalmából)
- Sobranie nravoucitelnich vescej. Bécs, 1793 (Erkölcsi elbeszélések Marmontel és mások után)
- Pisma, skupio G. M. Buda, 1829 (O. levelezése)
- Basne. Zagrab, 1847 (Skirka Koristnih Knjigah 2. O. elbeszélései)

Munkáinak teljes kiadását Vozarov Gergely eszközölte (Belgrád, 1833-36., 1845) tíz kötetben; Medakovic is kiadta munkáit (Ujvidék, 1850), azonban a belgrádi jobb kiadás.

## Magyarul
- Szívemnek drága föld. Válogatás a szerző műveiből; ford. Brasnyó István; Forum, Újvidék, 1989